# Jüdischer Friedhof (Hartmanice)
Koordinaten: 49° 10′ 11,3″ N, 13° 28′ 12″ O

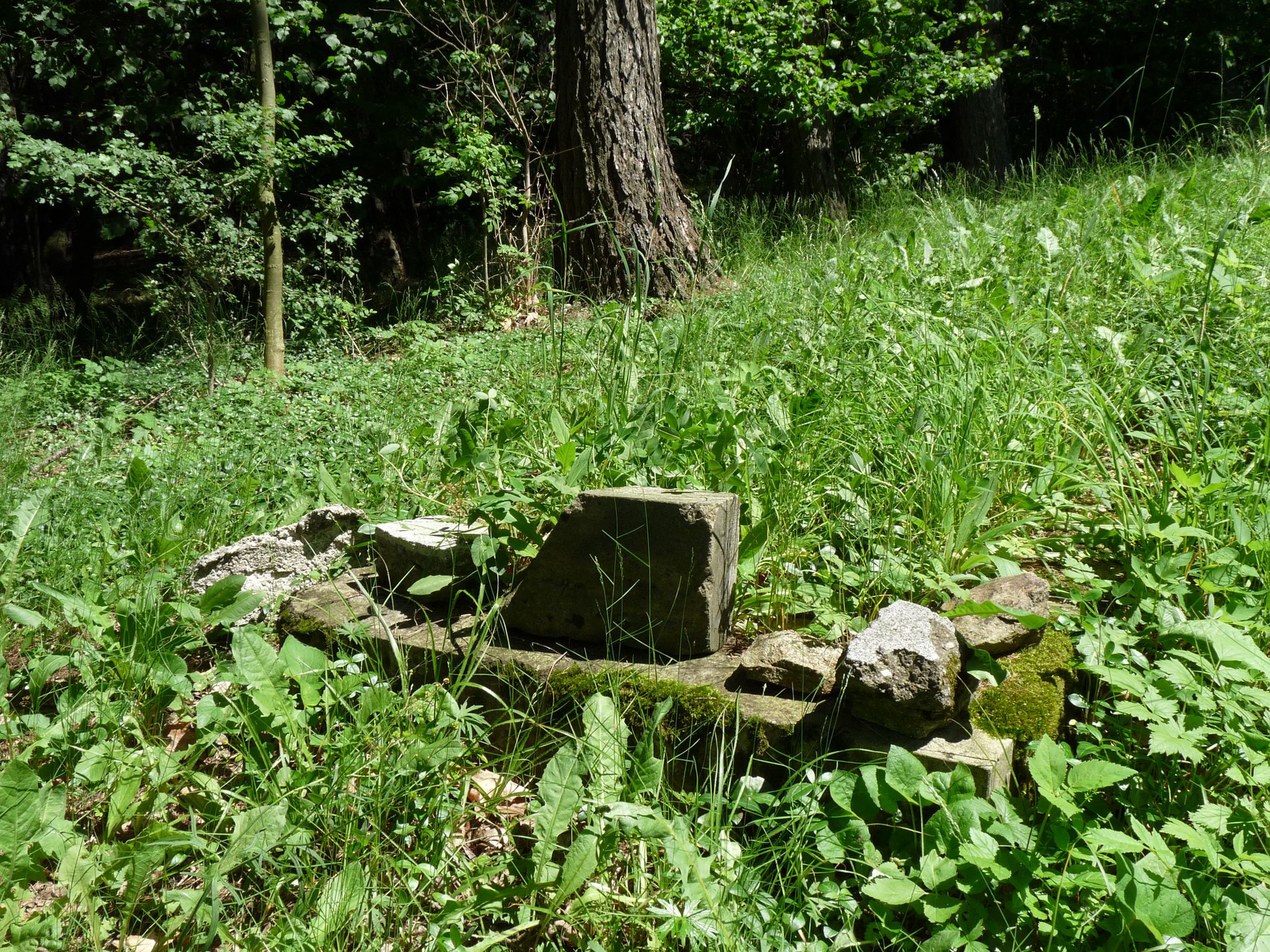
Jüdischer Friedhof in Hartmanitz

Der Jüdische Friedhof in Hartmanice (deutsch Hartmanitz), einer Stadt im Okres Klatovy (Tschechien), wurde 1870 errichtet. Der jüdische Friedhof befindet sich im Dickicht des Waldes und ist nur schwer zu finden.

## Geschichte

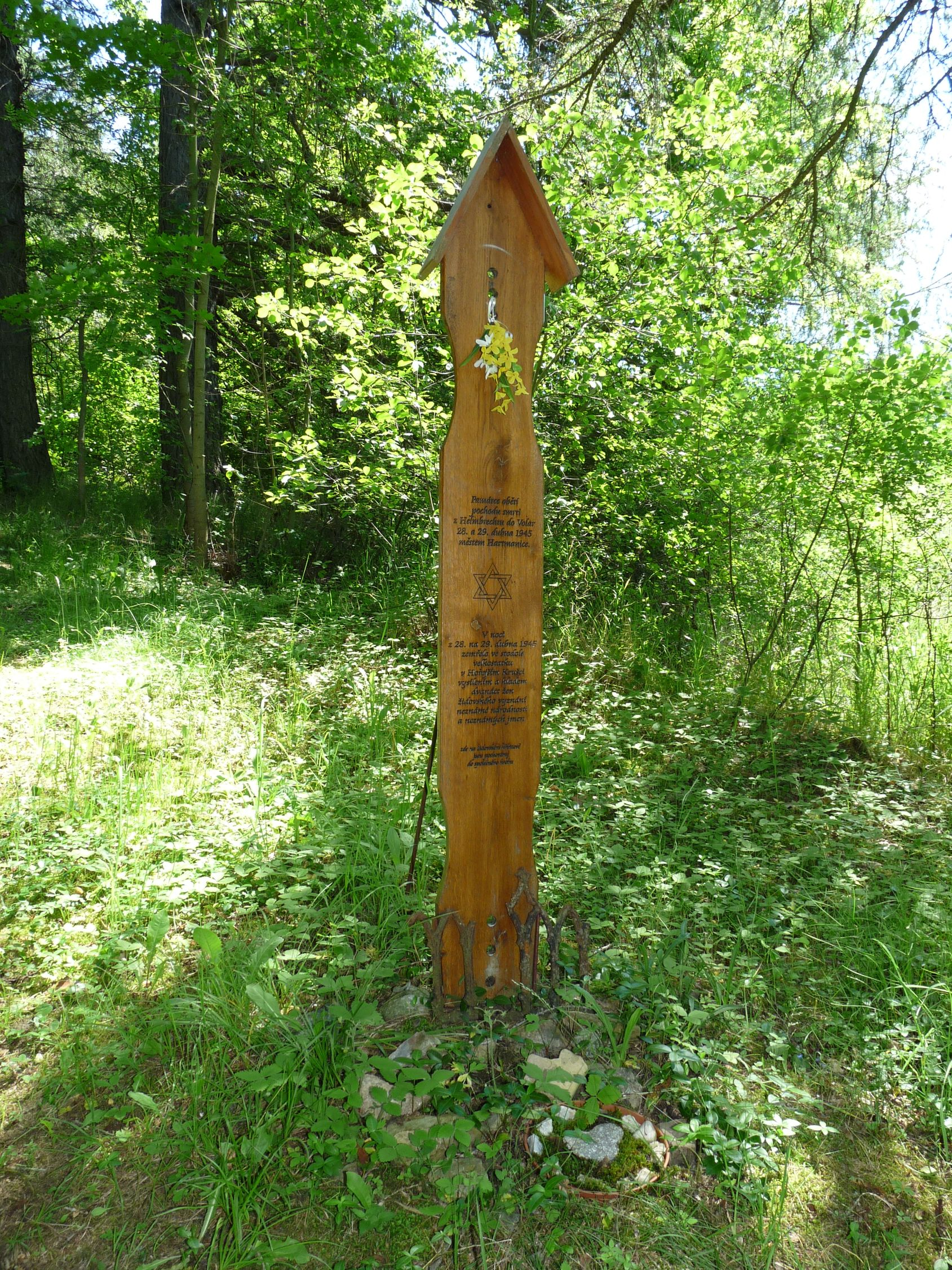
Gedenken an die Opfer des Todesmarsches vom 28./29. April 1945

Im Jahr 1870 kaufte die jüdische Gemeinde ein Feld  mit einer Größe von etwa 517 m2 rechts von der Straße, die von Hartmanitz nach Langendorf (Dlouhá Ves u Sušice) führt. Der Friedhof besaß zahlreiche Grabsteine (Mazewot) mit hebräischen und deutschen Inschriften.
Nach der Angliederung an das Deutsche Reich auf Grund des Münchner Abkommens im Oktober 1938 wurden die Grabsteine abtransportiert und angeblich für den Straßenbau verwendet. Der einzige erhalten gebliebene Grabstein befindet sich an der Synagoge in Hartmanitz. 
Am 29. April 1945 wurden hier in einem Gemeinschaftsgrab zwölf Frauen begraben, die auf dem Todesmarsch von Helmbrechts nach Wallern ums Leben gekommen waren.